# Godło Haiti

Godło Haiti

Godło Haiti zostało przyjęte w 1807 r., w obecnej formie obowiązuje jednak dopiero od 1986 r., tj. od ustąpienia Jeana-Claude Duvaliera.
Pośrodku godła stoi palma, na której została zatknięta Czapka frygijska, będąca symbolicznym nawiązaniem do ideałów rewolucji francuskiej. Obok palmy znajduje się sześć sztandarów z barwami haitańskimi, przed sztandarami zaś - dwie armaty, a także werbel, trąbka, karabin oraz dwie kotwice.
Na samym dole godła umieszczona jest narodowa dewiza Haiti: L'Union Fait La Force (fr. Jedność daje siłę).

## Historia

Saint-Domingue 1659–1804
Cesarstwo Haiti 1804–1806
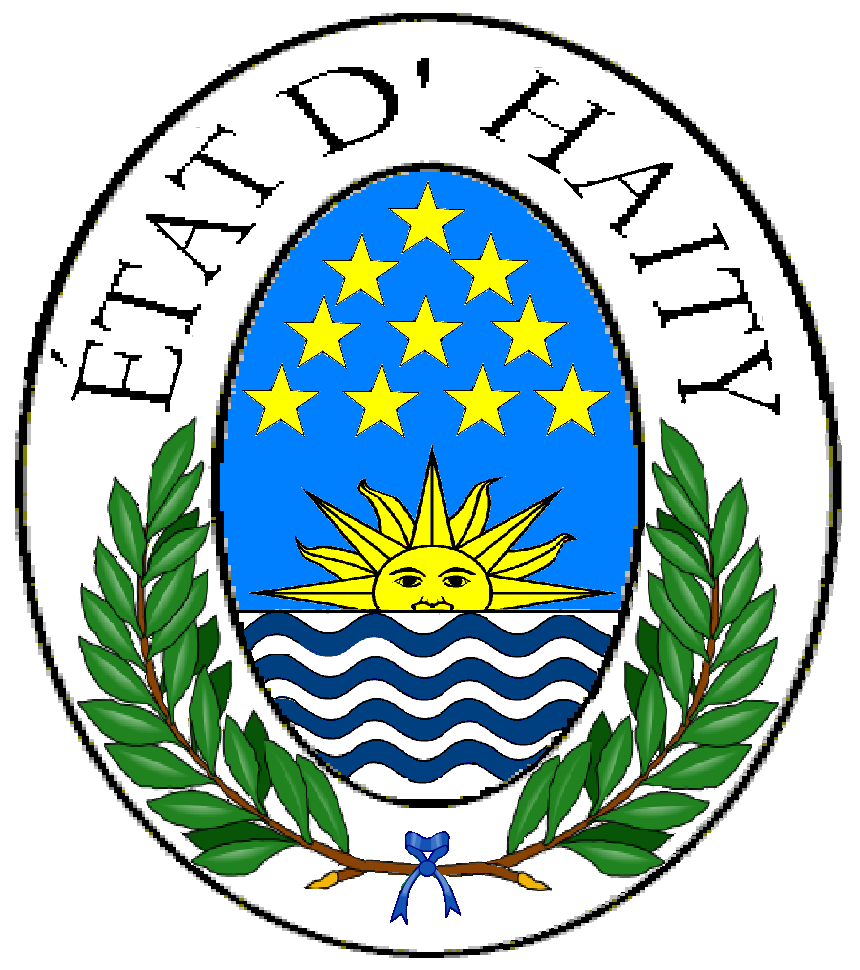
Państwo Haiti 1806–1811
Królestwo Haiti 1811–1820
Drugie Cesarstwo Haiti 1849–1859
Haiti 1859–1964
Dynastia Duvalier 1964–1986